# Velodrom
Het Velodrom is een overdekte wielerbaan in de Duitse stad Berlijn. Het Velodrom werd ontworpen door de Franse architect Dominique Perrault en ging in 1997 open. De wielerbaan heeft een lengte van 250 meter en is 7,5 meter breed.
Het Velodrome was  gastheer van de wereldkampioenschappen baanwielrennen in 1999 en 2020. Ook de Europese kampioenschappen baanwielrennen in 2017 vonden plaats op deze baan. Vanaf 1997 vindt de  Zesdaagse van Berlijn jaarlijks plaats op deze wielerbaan.
Van 13 t/m 24 augustus 2014 vond in dit stadion ook het EK zwemmen plaats omdat het naastgelegen zwemstadion te weinig bezoekers kon huisvesten voor dit evenement. Hiervoor werd in het stadion een tijdelijk zwembad aangelegd.